# شاه‌میگوی دماغه
شاه‌میگوی دماغه (به انگلیسی: Cape lobster) از گونه‌های شاه‌میگو است که در کرانه‌های آفریقای جنوبی زندگی می‌کند.